# Liste der deutschen Botschafter in Estland
Die Liste der deutschen Botschafter in Estland enthält die jeweils ranghöchsten Vertreter des Deutschen Reichs und der Bundesrepublik Deutschland in Estland. Sitz der Botschaft ist in Tallinn.

## Deutsches Reich

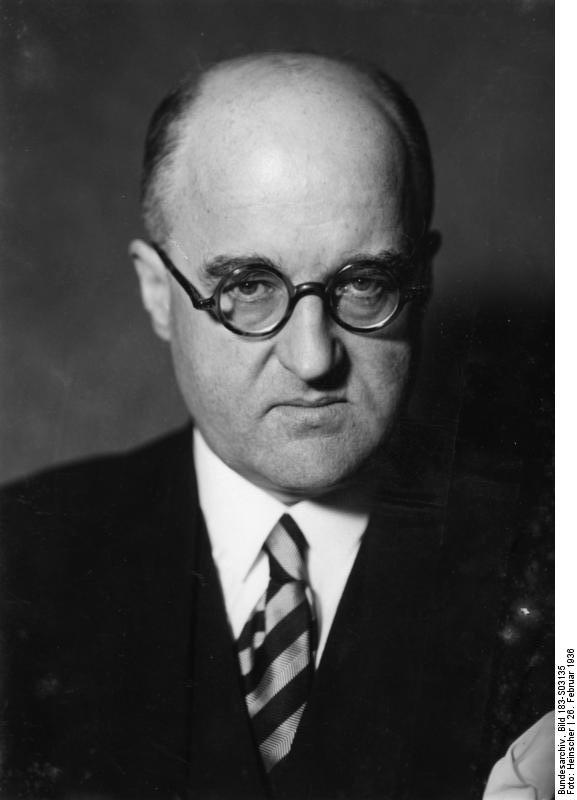
Hans Frohwein (1936)

| Name                                                                      | Amtszeit  | Anmerkungen     |
| ------------------------------------------------------------------------- | --------- | --------------- |
| Fritz Henkel                                                              | 1919–1921 | Vizekonsul      |
| Werner Otto von Hentig                                                    | 1921–1923 | Geschäftsträger |
| Bruno Wedding                                                             | 1923–1924 | Gesandter       |
| Hans Ludwig Moraht                                                        | 1924–1925 | Gesandter       |
| Wolfgang Frank                                                            | 1925–1928 | Gesandter       |
| Erich Schroetter                                                          | 1928–1932 | Gesandter       |
| Otto Reinebeck                                                            | 1932–1936 | Gesandter       |
| Hans Frohwein                                                             | 1936–1940 | Gesandter       |
| 1940: Abbruch der Beziehungen infolge der sowjetischen Besetzung Estlands |           |                 |

## Bundesrepublik Deutschland
| Name                       | Amtszeit  |
| -------------------------- | --------- |
| Henning von Wistinghausen  | 1991–1995 |
| Bernd Mützelburg           | 1995–1999 |
| Gerhard Enver Schrömbgens  | 1999–2002 |
| Jürgen Dröge               | 2002–2005 |
| Julius Bobinger            | 2005–2009 |
| Martin Hanz                | 2009–2011 |
| Christian Matthias Schlaga | 2011–2015 |
| Christoph Eichhorn         | 2015–2019 |
| Christiane Hohmann         | 2019–2022 |
| Annette Klein              | 2022–2025 |
| Jan Scheer                 | seit 2025 |